# Université Bob Jones
Pour les articles homonymes, voir BJU.
L'université Bob Jones (en anglais, Bob Jones University ou BJU) est une université chrétienne évangélique non confessionnelle fondamentaliste américaine privée à Greenville, Caroline du Sud.

## Historique
L'université est fondée en 1927 par l’évangéliste fondamentaliste Bob Jones Sr. à  Panama City, Floride, sous le nom de Bob Jones College .
En 1947, l’école a déménagé à Greenville, Caroline du Sud . Pour l'année 2018-2019, elle comptait 3,005 étudiants.

## Controverses

### Fondamentalisme
En 1936, Billy Graham a commencé des études de théologie évangélique à l’école, mais l’a quitté une année après parce qu'il a considéré l'institution trop légaliste, reprochant à cette dernière de préférer le texte à l'esprit du texte.

### Discrimination raciale
Jusqu'en 1971, les candidats noirs étaient exclus de l'université Bob Jones. En 1971, dans l’arrêt Green versus Connally, la Cour suprême des États-Unis décida de refuser l’exonération fiscale à toutes les écoles privées de l’État du Massachusetts pratiquant la ségrégation raciale. Se fondant sur cette décision, le fisc (Internal Revenue Service) essaya de révoquer l’exonération fiscale de l'université Bob Jones, en raison de ses pratiques discriminatoires. S’ensuivit un bras de fer juridique, qui se solda en 1983 par la défaite de la BJU.

### Abus sexuels
Selon une enquête de l'association GRACE, publiée en 2014 et demandée par l’Université Bob Jones, celle-ci a adopté, pendant près de 40 ans,  une attitude « blâmante et dénigrante » à l’égard des étudiantes victimes d’agressions sexuelles. Pour la moitié des victimes, le personnel de l'université les a découragées d'informer la police et incitées à ne pas signaler ces abus,.

## Anciens élèves notables
- Billy Kim, pasteur de la Suwon Central Baptist Church à Suwon, Corée du Sud, et ancien président de l’Alliance baptiste mondiale
- Asa Hutchinson, gouverneur de l'Arkansas
- John F. MacArthur, pasteur de la Grace Community Church

## Campus

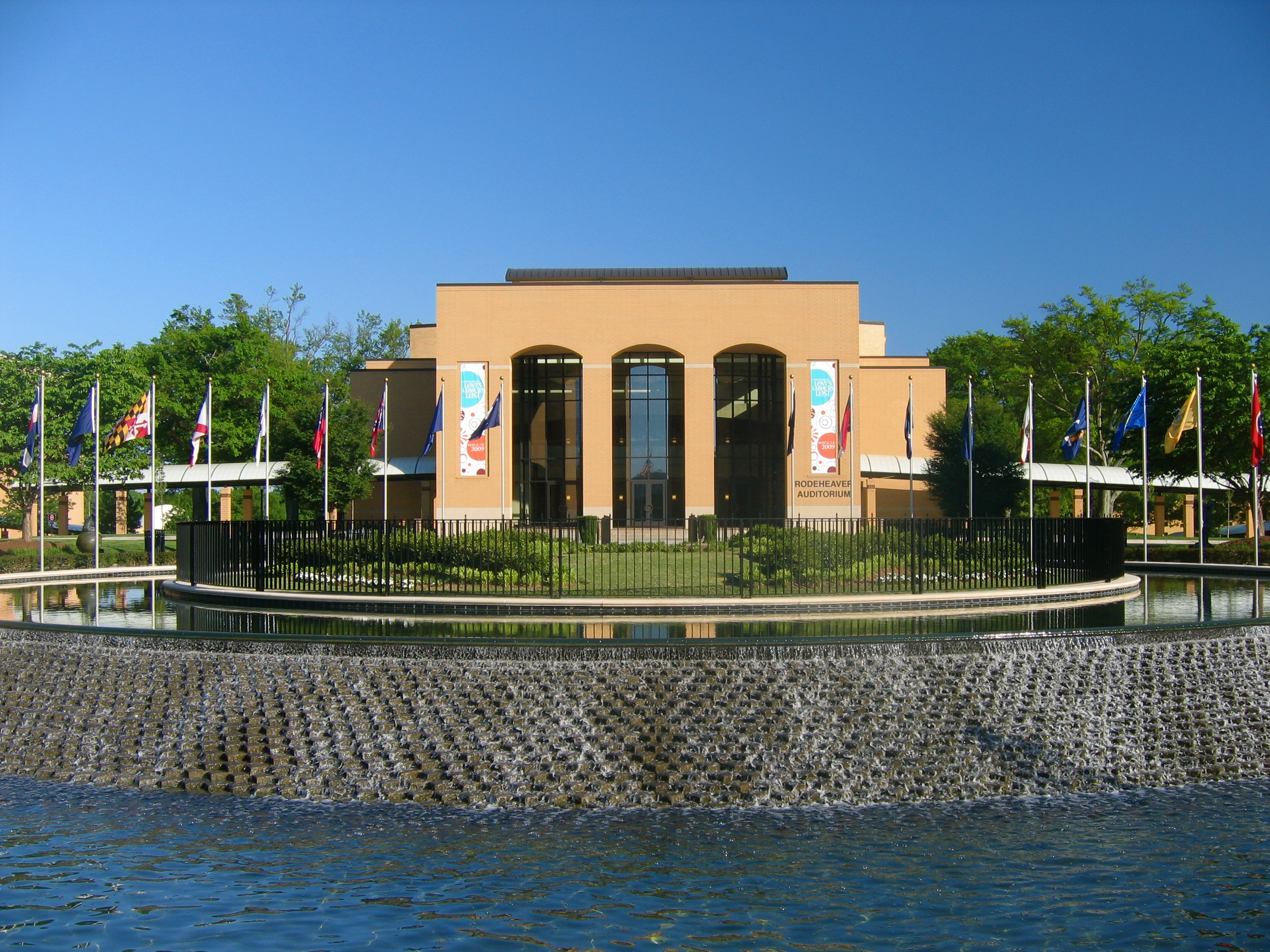
Rodeheaver Auditorium
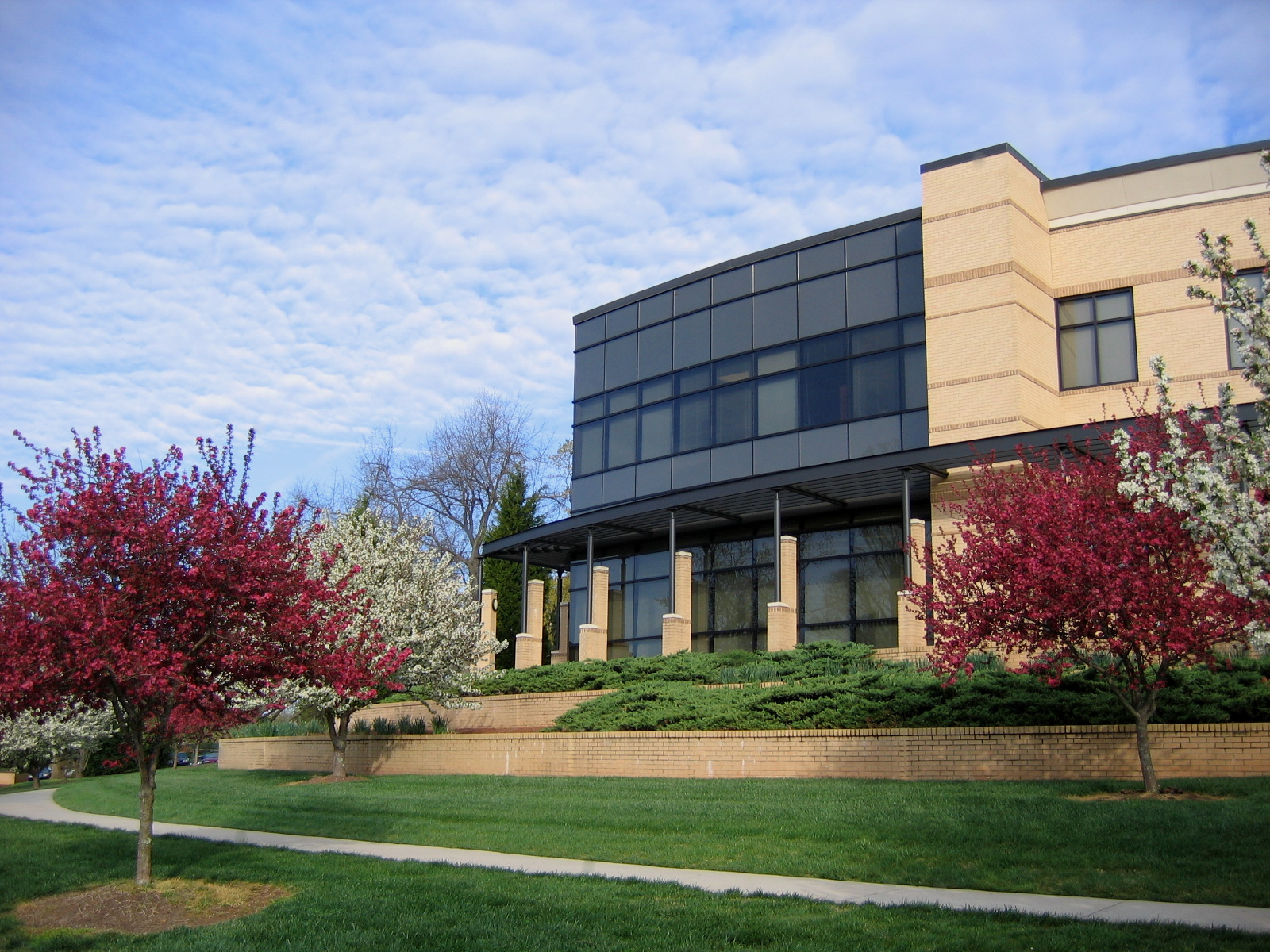
Bob Jones University Seminary
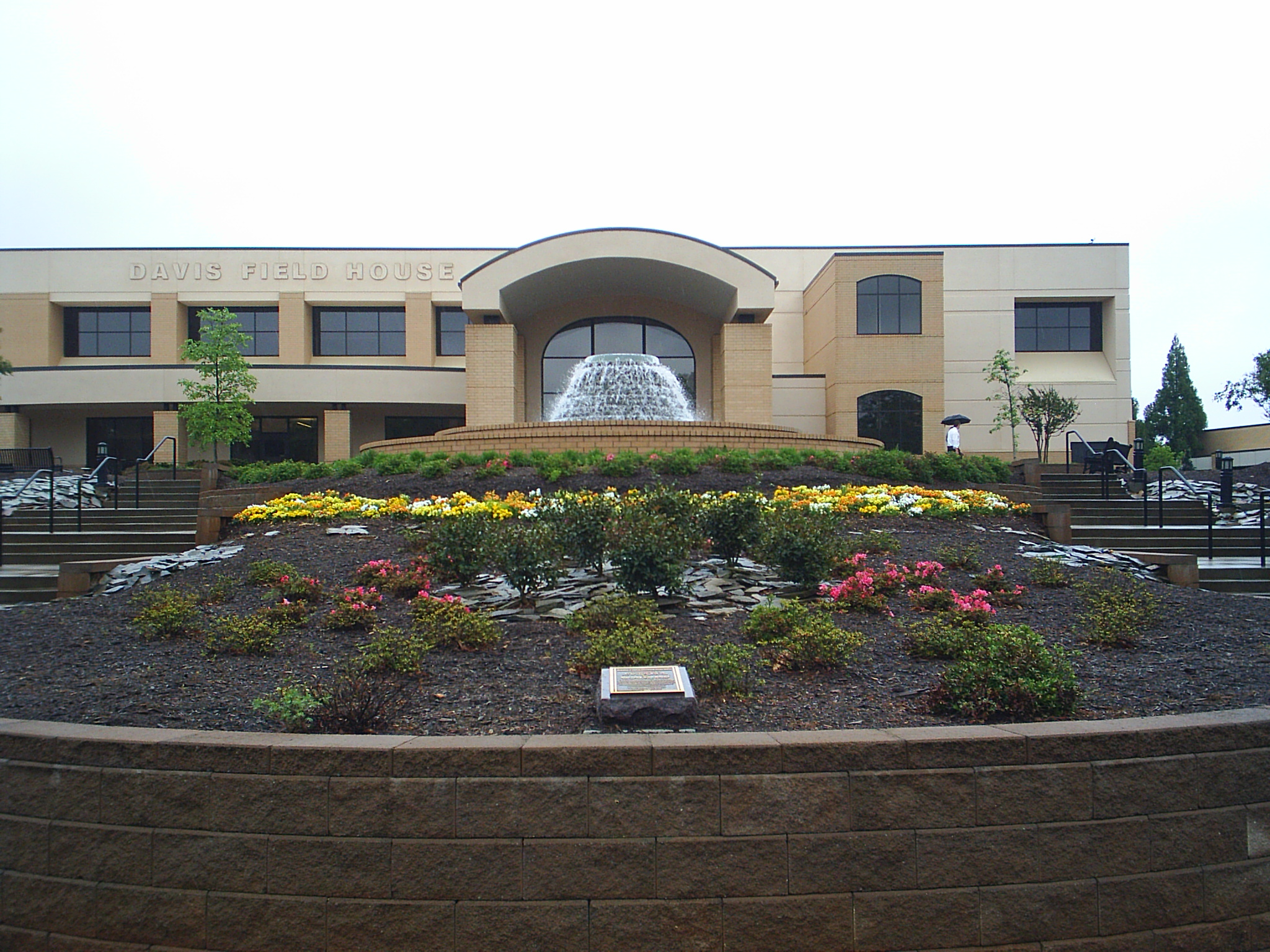
Davis Field House, centre sportif
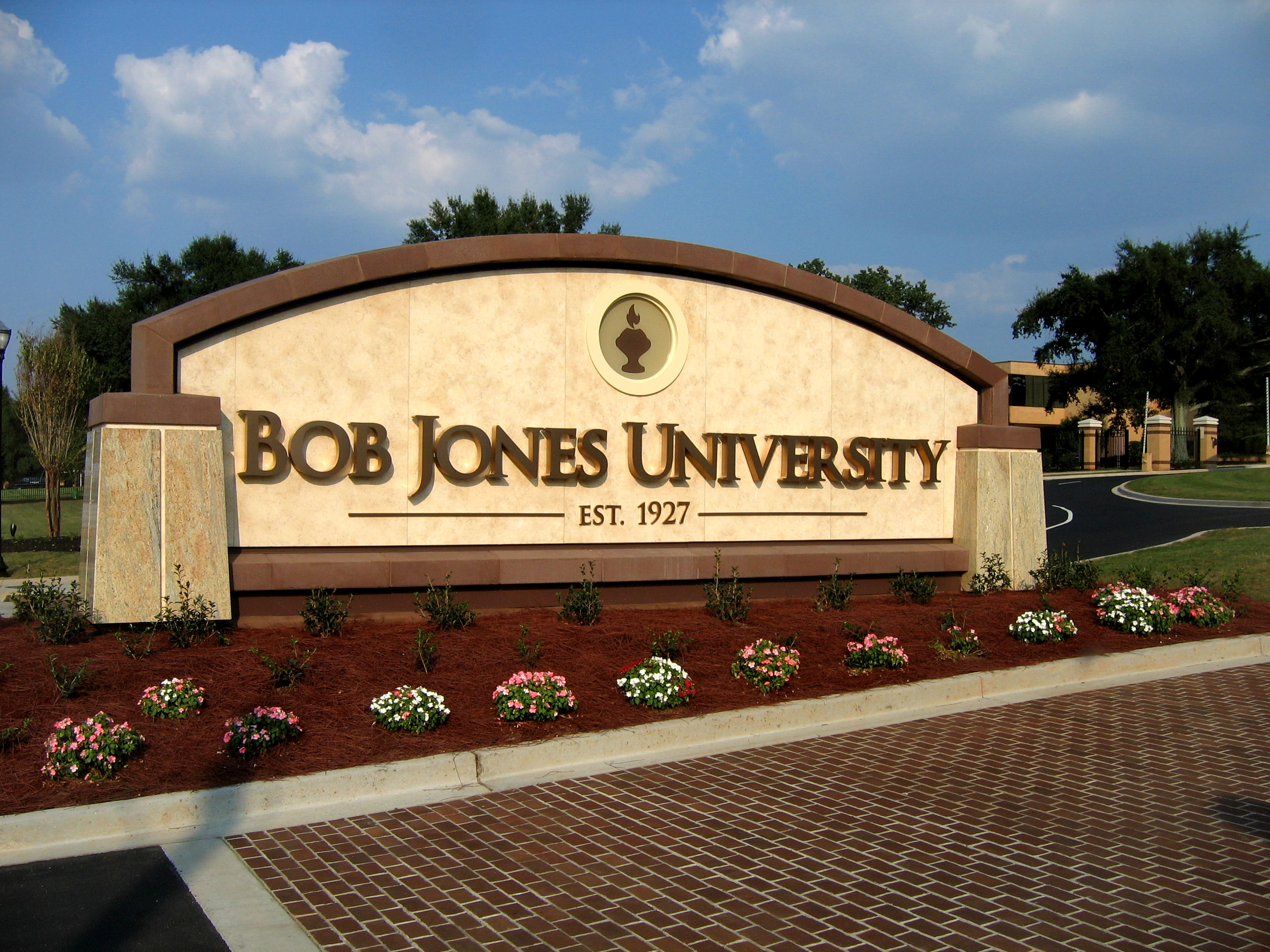
Entrée